# Al-Mazraa
Al-Mazraa (tiếng Ả Rập: المزرعة, đánh vần cách khác al-Mazra'a hoặc al-Mezra'ah), còn được gọi là as-Sijn (tiếng Ả Rập: السجن đánh vần cách khác Es-Sijine, Sijne hoặc Sijni) là một ngôi làng ở miền đông nam Syria, hành chính một phần của As-Suwayda, nằm 12 km (7 dặm) về phía tây bắc như-Suwayda. Các địa phương gần đó bao gồm al-Hirak, Khirbet Ghazaleh và Da'el ở phía tây và Umm Walad và Bosra ở phía nam. Theo Cục Thống kê Trung ương Syria (CBS), al-Mazraa có dân số 2.596 người trong cuộc điều tra dân số năm 2004. Thị trấn cũng là trung tâm hành chính của al-Mazraa nahiyah của quận al-Suwayda, bao gồm 12 ngôi làng với dân số kết hợp là 16.627 người.

## Lịch sử
Thị trấn hiện đại trước đây được gọi là "as-Sijn", và một trang web gọi là "al-Mazraa", có nghĩa là "trang trại" trong tiếng Ả Rập, nằm gần phía đông nam. Một hòn đá với một dòng chữ có niên đại từ 179/80 CE. đã được tìm thấy trong thị trấn. Mặc dù dòng chữ có từ thời La Mã ở Syria, không có dấu hiệu nào khác cho thấy khu vực trực tiếp xung quanh as-Sijn là một phần của tỉnh Arập Petraea của La Mã vào thời đó, và nhà sử học Glen Bowersock cho rằng dòng chữ này là "một hòn đá lang thang nơi đã đến Sijn từ một nơi khác thực sự thuộc tỉnh Ả Rập".
Năm 1596, ngôi làng xuất hiện với tên "Sijni" trong sổ đăng ký thuế của Ottoman như một phần của nahiya (thuộc tiểu bang) của Bani Nasiyya ở qadaa (quận) của Hauran. Nó có một dân số Hồi giáo, bao gồm ba mươi chín hộ gia đình và mười một cử nhân. Họ đã trả mức thuế cố định 20% cho các sản phẩm nông nghiệp, bao gồm lúa mì, lúa mạch, vụ mùa hè, dê và tổ ong, ngoài các khoản thu không thường xuyên; Tổng số thuế là 5.500 akçe.
Vào giữa thế kỷ 19, al-Mazraa được nhà truyền giáo người Ireland Josias Leslie Porter mô tả là một "ngôi làng đổ nát nhỏ... bên cạnh đó có một đài phun nước lớn."  Nó là nơi sinh sống của những người Ả Rập Ghawr đã chiếm đóng tại địa điểm này. Porter mô tả as-Sijn là "một ngôi làng nhỏ Druze nằm trên một ngọn đồi thấp, chứa một số ngôi nhà cổ có độ kiên cố lớn." 
Năm 1838, as-Sijn được các học giả và nhà truyền giáo người Mỹ Eli Smith và Edward Robinson ghi nhận là một ngôi làng hỗn hợp Hồi giáo và Melkite (Công giáo Hy Lạp) trong khi al-Mazraa là một ngôi làng khirba (hoang tàn, không có người ở). Vào một số thời điểm từ giữa đến cuối thế kỷ 19, nông dân Druze từ Jabal Hauran đã chiếm được những người Sijn và những ngôi làng đa số Hồi giáo khác ở đồng bằng Hauran và đánh đuổi cư dân của họ. Trong cuộc nổi dậy của Druze chống lại Ottoman để phản đối sự bắt buộc vào quân đội Ottoman, tướng Ottoman Musta đã lãnh đạo quân đội của mình đến As-Sijn, nơi ông phải đối mặt với lực lượng của Ismail al-Atrash, thủ lĩnh của Druze. Mặc dù những người của Atrash đã gây thương vong nặng nề cho quân đội của Mustafa Pasha, Ottoman cuối cùng đã chiếm được thị trấn sau khi nhận được quân tiếp viện. Do đó, vào tháng 10 năm 1862, al-Atrash đã thương lượng một thỏa thuận với chính quyền Ottoman, theo đó al-Atrash sẽ thu thuế từ Druze và Bedouin của Hauran thay mặt cho chính quyền để được miễn trừ cho sự bắt buộc của Druze.
Năm 1879, các cuộc đối đầu vũ trang giữa người Hồi giáo Busra al-Harir và Druze của Jabal Hauran đã được người Hồi giáo ở đồng bằng Hauran sử dụng một cơ hội để buộc chính quyền Ottoman phải rút mười sáu ngôi làng Hồi giáo trước đây ở đồng bằng. Chính quyền đã chấp nhận yêu cầu và do đó, một thỏa thuận hòa bình đã được thực hiện giữa người Hồi giáo và Druze địa phương, theo đó, sau này sẽ rút khỏi các làng đồng bằng. Tuy nhiên, Druze cuối cùng đã không rút khỏi mười ngôi làng đồng bằng, trong số đó là as-Sijn. Đến năm 1888, một đơn vị đồn trú lớn của Ottoman đã được thành lập tại al-Mazraa nhằm giữ cho các gia tộc Druze thường xuyên nổi loạn kiểm tra và buộc họ phải đệ trình lên chính phủ.

### Kỷ nguyên hiện đại
As-Sijn bị lực lượng Ottoman phá hủy dưới sự chỉ huy của Sami Faruqi Pasha trong cuộc nổi dậy Druze năm 1910. Ottoman đã bị đuổi khỏi Syria bởi các lực lượng Ả Rập và Anh vào năm 1918, trong Thế chiến thứ nhất. Một thời gian sau khi bị phá hủy vào năm 1910, ngôi làng đã được khôi phục vào năm 1919, nó có dân số ước tính là 800 Druze, 100 Kitô hữu và 20 người Hồi giáo.
Al-Mazraa gần as-Sijn là nơi diễn ra Trận chiến al-Mazraa trong cuộc nổi dậy Syria vĩ đại chống lại sự chiếm đóng của Pháp. Các lực lượng Pháp, dưới sự lãnh đạo của Tướng Roger Michaud, bao gồm năm tiểu đoàn bộ binh, ba phi đội kỵ binh, ngoài xe bọc thép và pháo binh. Họ đã bị tấn công, vào ngày 2 tháng 8 năm 1925, bởi 500 kỵ binh Druze và Bedouin, dẫn đầu là Quốc vương Pasha al-Atrash. Cuộc tấn công của phiến quân đã buộc Quân đội Pháp phải rút lui hoàn toàn và trận chiến biến thành một thói quen. Chiến thắng tại al-Mazraa là một bước ngoặt trong quá trình nổi loạn, truyền cảm hứng cho những người theo chủ nghĩa dân tộc Syria ở thủ đô của đất nước và vùng nông thôn tham gia cuộc nổi dậy của họ. Syria trở nên độc lập vào năm 1946. Trong những năm 1950, Đảng Ba'ath nổi lên như một lực lượng có ảnh hưởng trong chính trị Syria, và một trong những thành viên của Ủy ban Quân sự, Trung tá Mazydad al-Hunaydi, được sinh ra tại as-Sijn. As-Sijn cuối cùng được đổi tên thành "al-Mazraa" để vinh danh trận chiến năm 1925.